# Бестоголово
Бестоголово (рос. Бестоголово) — присілок у Кіриському районі Ленінградської області Російської Федерації.
Населення становить 81 особу. Належить до муніципального утворення Будогощенське міське поселення.

## Історія
Згідно із законом від 1 вересня 2004 року № 49-оз органом  місцевого самоврядування є Будогощенське міське поселення.

## Населення
| 1879 | 1885 | 1910 | 1997 | 2002 | 2007 | 2010 |
| ---- | ---- | ---- | ---- | ---- | ---- | ---- |
| 79   | ↘70  | ↗106 | ↘92  | ↘75  | ↗87  | ↘62  |
| 2017 |      |      |      |      |      |      |
| ↗81  |      |      |      |      |      |      |